# Браубах
Браубах (на немски: Braubach) е град в Рейнланд-Пфалц, Германия, с 3044 жители (2015).
Браубах се намира на дясния бряг на Рейн на около десет килопметра южно от Кобленц.